# 烏月
烏月，是臺灣新北市深坑區的一個地名，位於該區東部，範圍大致為昇高里東北部不含最東端。

## 歷史
台灣清治末期，烏月地區為一街庄，稱為「烏月庄」，隸屬於文山堡。該庄西及北隔景美溪與深坑仔庄、土庫庄為鄰，東與楓仔林庄為鄰，南邊為員潭仔坑庄、升高坑庄。
1901年（日治明治三十四年）11月，該庄隸屬於深坑廳，編入第八區。1903年（明治三十六年）4月，第八區拆出土庫庄的土庫土名，其餘街庄與第七區的陂內坑庄合併為「深坑區」，該庄屬之。1920年（大正九年），該庄改制為「烏月」大字，隸屬於臺北州文山郡深坑庄，大字下有「烏月」、「旺耽」小字名。
戰後深坑庄改制為深坑鄉，隸屬於臺北縣，大字亦改制為村。2010年（民國99年）12月，臺北縣升格為新北市，深坑鄉改制為深坑區，村改制為里。

## 交通
國道5號又稱「北宜高速公路」，大致以南北向經過烏月地區東邊境外不遠處，並設有石碇交流道。由此往東南可達坪林、宜蘭、羅東、蘇澳等地；往西北可至南港銜接國道3號。
市道106乙線是連絡木柵、坪林的道路，經過本地區北部。由該道路往西可前往木柵，往東可前往石碇交流道，其後轉南可前往坪林接省道台9線。